# Větrný mlýn (Rymice)
Větrný mlýn německého (sloupového, beraního) typu se nachází v obci Rymice, okres Kroměříž. Byl zapsán do Ústředního seznamu kulturních památek ČR. Větrný mlýn stojí v nadmořské výšce 215 m na severním okraji obce.

## Historie
Mlýn byl postaven v roce 1795 nad Bořenovicemi na základě kupní smlouvy, která se dochovala, mezi obcí Bořenovice a Františkem Hlobilem. V ní je mimo jiné uvedeno, že František Hlobil koupil stavební parcelu za 60 zlatých na dluh a musel vrchnosti platit ročně dva zlaté a obci 18 zlatých ročně ve dvou splátkách. Větrný mlýn v Bořenovicích fungoval až do druhé světové války. V roce 1891 byl převržen vichřicí. V roce 1932 chtěl mlynář František Sklář ukončit živnost a mlýn zrušit. To mu ale nedovolil památkový ústav v Brně a tak pan Sklenář pokračoval v mletí. Po roce 1945 mlýn chátral. V roce 1977 byl přemístěn do nově vznikajícího skanzenu Souboru lidových staveb v Rymicích, který je ve správě Muzea Kroměřížska a v sezóně je otevřen veřejnosti.

## Popis
Větrný mlýn stojí na půdorysu 5,8×5,8 m, je vysoký 11,2 m. Střecha je sedlová na štítech valbová, krytá šindelem. Větrné kolo o čtyřech křídlech má průměr 14,8 m, jedna lopatka má plochu 6,5 m². Opláštění je deskové, ve stěnách jsou úzká vysoká nebo kulatá okna. Při opravě mlýna v roce 1891 byla odstraněna vnitřní šalanda.
Palečné kolo o průměru 3,3 m má 96 zubů. Ve mlýně je jedno mlecí složení. Mlecí kameny mají stejný průměr 1,2 m a výšku 0,20 m (spodek) a 0,17 m (běhoun).  